# Pura Goa Lawah
Pura Goa Lawah (templo da  "caverna do morcego" em balinês) é um pura (templo hindu balinês) localizado na regência de Klungkung, Bali, Indonésia. É frequentemente incluído entre os Sad Kahyangan Jagad, ou os "seis santuários do mundo", os seis locais de culto mais sagrados de Bali. Pura Goa Lawah é conhecido por ser construído em torno de uma abertura de caverna que é habitada por morcegos, daí o seu nome, Goa Lawah ou "caverna do morcego".

## Descrição
O templo está localizado na aldeia de Pesinggahan da regência de Klungkung, no sudeste do Bali. O grande complexo religioso encontra-se no lado norte da estrada principal Jalan Raya Goa Lawah, na praia de Goa Lawah.
Pura Goa Lawah às vezes é incluído entre os Sad Kahyangan Jagad, ou os "seis santuários do mundo", os seis locais de culto mais sagrados de Bali. De acordo com as crenças balinesas, eles são os pontos principais da ilha e destinam-se a proporcionar equilíbrio espiritual a Bali. O número desses santuários mais sagrados sempre soma seis, mas, dependendo da região, os templos específicos listados podem variar.

## História
Pura Goa Lawah foi estabelecido no século XI por Mpu Kuturan. Mpu Kuturan foi um dos primeiros sacerdotes que introduziram o hinduísmo em Bali. O complexo do templo começou como um centro de meditação para os sacerdotes.

## Complexo do templo
A entrada do complexo do templo é marcada por portão candi bentar. Um kulkul (pavilhão para guardar um tambor) é colocado a oeste desta entrada. Dentro do primeiro pátio do templo, o santuário exterior ou o jaba pisan, existem três pavilhões localizados nos três cantos do complexo do templo. Um dos pavilhões é o gongo, onde é mantido para uma performance musical. Três portais de paduraksa marcam a entrada para o santuário mais "íntimo" do templo (jero). O santuário principal interno consiste de três torres, uma das quais é dedicada a Xiva. Vários santuários menores estão aninhados em uma caverna, onde hordas de morcegos que se alimentam de néctar descansam. A entrada para a caverna é marcada com os portões candi bentar.